# Behemoth
Behemoth este o formație poloneză de blackened death metal din Gdansk, formată în 1991. Se consideră că formația a jucat un rol important în instituirea comunității poloneze de metal extrem, alături de trupe cum ar fi Vader, Decapitated, Vesania și Hate.
Până la sfârșitul anilor 1990, formația a cântat Black Metal tradițional cu versuri pagâne, dar curând s-au schimbat în teme oculte și telematice scrise de vocalistul Nergal și de Krzysztof Azarewicz. Cu lansarea din 1999 a albumului Satanica, formația a arătat prezența sa în scena Blackened Death Metal, în timp păstrându-și stilul lor caracterizat de tobele făcute de Inferno, vocale multi stratificate și influențe est orientale stilul Nile. Deși Behemoth au fost etichetați ca fiind death metal, black metal sau influențe thrash, Nergal (Adam Darski) a declarat că nu îi place ca trupa să fie etichetată.

## Istorie
Behemoth s-a format în 1991 ca un trio, începând cu un stil crud și primitiv de Black Metal cea mai semnificantă fiind From the Pagan Vastlands (1993). Tomas Wroblewski îi place să anunțe că influențele sale metal izvorăsc de la Black Sabbath dându-i idea de corzi demonice.
Caseta a fost lansată de casa de discuri poloneză Pagan Records și, mai târziu, de American Wild Rags. Pășind constant înainte, formația (din trei membri la acea vreme Nergal, Baal și Les) înregistrând următorul album Grom.
Grom a fost cea mai discutată înregistrare pana atunci, din cauza multiplelor influențe în stilul muzical, folosind voci feminine, sintetizatoare și chitare acustice. În același timp, Behemoth în sfârșit au avut ocazia de a avea showuri live in tara lor nativă și un tur în jurul Europei, câștigând experiență scenică și feedback pozitiv de la audiență. Doi ani mai tarziu, trupa a înregistrat cel de-al treilea album intitulat Pandemonic Incantations care a fost un moment de progres în cariera scurtă a formației. Reacția crescândă a fanilor și a mediei au setat un nou standard pentru ei. Deși, din lipsa promovării, albumul nu a fost bine publicizat. După un nou tur estensiv, Behemoth a semnat un contract pentru încă două albume cu Avantgarde Music la sfârșitul anului 1998. Rezultatul noii colaborari a fost reușitul album Satanica, în care sunetul Black Metal a evoluat în Blackened Death Metal. Următorul album a fost Thelema.6. Masive parti de chitara si tobele precise, cu informatii de la diferite surse, au aratat ca Behemoth aveau să ofere încă o dată ceva inovativ și variat, completate cu caracteristici fioroase de viteză și brutalitate. Thelema.6 a fost suportată de presă și media de pe tot mapamondul, incluzând albumul să fie lansat în Rusia, Belarus și Ucraina. Completând inregistrarea noilor piese, Behemoth au intrat în Hendrix Studio pentru a doua oară, cu ajutorul primit de la sunetist și prieten bun de-al lor Arkadiusz Malczewski și au produs Zos Kia Cultus. Rezultatul a fost impresionant și au fost copleșiți detractorilor care credeau ca formația nu va ajunge un punct mai inalt ca Thelema.6.
În 2004, cel de-al șaptelea album, Demigod, a fost lansat cu un răspuns critic foarte bun. Înregistrat în Hendrix Studios, albumul a debutat pe locul 15 în clasamentul polonez. Videoclipuri pentru piesele "Conquer All" și "Slaves shall Serve" au fost de asemenea filmate. Behemoth au lansat cel de al optulea album The Apostasy în iulie anului 2007. A fost înregistrat in decembrie 2006 la Radio Gdańsk studio. În martie 2009 Behemoth lansează cel de-al 9 lea album Evangelion pe 9 august la Nuclear Blast în Europa și Metal Blade în SUA. Albumul a debutat pe locul 1 în Polonia timp de 3 săptămâni și în SUA a debutat pe locul 55 în Billboard Top 200, pe locul 5 în Billboard Hard Music Albums și locul 6 în Billboard Independent Albums, primind discul de aur pentru album.

## Controverse
Behemoth au fost interziși în Polonia în iunie 2007 Comitetul Polonez Impotriva Sectelor au distribuit o listă de trupe care promovează satanismul și uciderea. În prezent Behemoth au voie să cânte în Polonia dar trupa a stârnit multe controverse în decembrie 2007 când solistul formației, Nergal, a rupt pagini dintr-o biblie într-un concert live.

## Membri
| - Adam "Nergal" Darski – vocal, chitare (1991–prezent) - Zbigniew "Inferno" Promiński – baterie (1997–prezent) - Tomasz "Orion" Wróblewski – bass, back vocal (2003–prezent) - Patryk "Seth" Sztyber – chitare, back vocal (2004–prezent) | - Adam "Desecrator" Malinowski – chitare (1991–1992) - Adam "Baal Ravenlock" Muraszko – baterie (1991–1996) - Rafał "Frost" Brauer – bass (1992–1993) - Orcus – bass (1993) - Leszek "L. Kaos" Dziegielewski – chitare (1998–1999), bass (1995–1997) - Mefisto – bass (1997–1998) - Mateusz "Havoc" Smierzchalski – chitare, back vocal (2000–2003) - Marcin "Novy" Nowak – bass (2000–2003) | Membri de sesiune - Bruno – bass (1999) - Istvan Lendvay – bass (2003) - Michał "Stoker" Stopa – chitare (2004) - Adam Sierżęga – baterie (2013) - Kerim "Krimh" Lechner – baterie (2013) |

## Discografie
Albume de studio
- Sventevith (Storming Near the Baltic) (1995)
- Grom (1996)
- Pandemonic Incantations (1998)
- Satanica (1999)
- Thelema.6 (2000)
- Zos Kia Cultus (Here and Beyond) (2002)
- Demigod (2004)
- The Apostasy (2007)
- Evangelion (2009)
- The Satanist (2014)
- I Loved You at Your Darkest (2018)
- Opvs Contra Natvram (2022)
- The Shit ov God (2025)

## Premii
| Fryderyk Awards | Fryderyk Awards                                                   | Fryderyk Awards                      | Fryderyk Awards | Fryderyk Awards |
| An              | Categorie                                                         | Lucrare nominalizată                 | Note            |                 |
| --------------- | ----------------------------------------------------------------- | ------------------------------------ | --------------- | --------------- |
| 2004            | Rock/Heavy Metal Album of the Year (Album roku – rock/metal)      | Demigod                              | Nominated       |                 |
| 2008            | Rock/Heavy Metal Album of the Year (Album roku – rock/metal)      | The Apostasy                         | Nominated       |                 |
| 2009            | Heavy Metal Album of the Year (Album roku – heavy metal)          | At The Arena ov Aion - Live Apostasy | Nominated       |                 |
| 2010            | Best Cover Art (Wydawnictwo Specjalne Najlepsza Oprawa Graficzna) | Evangelion                           | Nominated       |                 |
| 2010            | Heavy Metal Album of the Year (Album Roku Heavy Metal)            | Evangelion                           | Won             |                 |
| 2010            | Production of the Year (Produkcja Muzyczna Roku)                  | Evangelion                           | Nominated       |                 |
| 2010            | Band of the Year (Grupa Roku)                                     | Behemoth                             | Nominated       |                 |
| 2010            | Videoclip of the Year (Wideoklip Roku)                            | "Ov Fire And The Void"               | Nominated       |                 |
| 2011            | Videoclip of the Year (Wideoklip Roku)                            | "Alas, Lord Is Upon Me"              | Nominated       |                 |
| 2012            | Videoclip of the Year (Wideoklip Roku)                            | "Lucifer"                            | Nominated       |                 |